# 漳州
漳州（しょうしゅう）は、中国にかつて存在した州。唐代から元初にかけて、現在の福建省漳州市一帯に設置された。

## 概要
686年（垂拱2年）、唐により漳州が置かれた。742年（天宝元年）、漳州は漳浦郡と改称された。758年（乾元元年）、漳浦郡は漳州の称にもどされた。漳州は江南東道に属し、漳浦・龍渓の2県を管轄した。
宋のとき、漳州は福建路に属し、龍渓・漳浦・龍巌・長泰の4県を管轄した。
1279年（至元16年）、元により漳州は漳州路総管府と改められた。漳州路は江浙等処行中書省に属し、録事司と龍渓・漳浦・龍巌・長泰・南靖の5県を管轄した。
1368年（洪武元年）、漳州路は漳州府と改められた。明の漳州府は福建省に属し、龍渓・海澄・漳浦・龍巌・長泰・南靖・漳平・平和・詔安・寧洋の10県を管轄した。
清の漳州府は福建省に属し、龍渓・海澄・漳浦・長泰・南靖・平和・詔安の7県と雲霄庁を管轄した。
1913年、中華民国により漳州府は廃止された。